# Jan Jiří Harant z Polžic a Bezdružic
Jan Jiří Harant z Polžic a Bezdružic (24. července 1580 – po 1648 asi v Kulmbachu) byl český šlechtic z rodu Harantů z Polžic a Bezdružic, exulant a autor pamětí.

## Život
Narodil se do chudých poměrů vladycké rodiny, o jeho dětství toho není příliš známo, ale bylo krušné, protože v mládí přišel o otce Jiřího (v roce 1584) a matku Marjanu, rozenou Janovskou (v roce 1587). 
V roce 1601 se oženil s Lidmilou Příchovskou z Příchovic, se kterou měl třináct potomků, z nichž se dospělosti dožilo pouze sedm: Eva Kryzelda, Jiří Fridrich, Jan Ratold, Adam Rudolf, Sibyla Mandalena, Kryštof Vilém a Alžběta Marjana.
Stavovského povstání mezi lety 1618–1620 se nejspíše příliš neúčastnil, nicméně byl v roce 1623 odsouzen ke ztrátě poloviny majetku. Habsburský císař Ferdinand II. Štýrský svým mandátem ze dne 31. července 1627 nařídil nekatolickým stavům opustit zemi nebo konvertovat ke katolictví. Jan Jiří byl evangelík a do exilu odešel v roce 1628. Pobýval ve Vohenstraußu, později Hofu. V roce 1635 se jako vdovec oženil se Sabinou z Waldenfelsu. Z tohoto svazku vzešli k předchozím třinácti potomkům ještě další tři. Ke konci života se v roce 1647 uchýlil k dceři do Kulmbachu, kde nejspíše nedlouho po roce 1648, kdy končí jeho paměti, zemřel.

## Dílo
Z jeho díla jsou známé paměti zachycující dobu mezi roky 1624 až 1648. Vedle toho přeložil do němčiny cestopis Putování svého bratra Kryštofa. Tento překlad vydal roku 1678 syn Jana Jiřího císařský generál Kryštof Vilém.